# Casa do Ameal
A Casa do Ameal é uma casa nobre maneirista situada em Meadela, na atual freguesia de Viana do Castelo (Santa Maria Maior e Monserrate) e Meadela, no município de Viana do Castelo.
Foi pertença da família dos Abreus da Casa de Regalados, constituindo um dos edifícios de arquitectura civil mais pitorescos do roteiro da Ribeira Lima. 
Atualmente acolhe turismo de habitação integrado nos Solares de Portugal.

## História
A construção da Casa do Ameal deverá datar do século XVI, altura em que era propriedade da família Barbosa Aranha. Em 1669 é comprada por Pedro Gomes de Abreu, Abade de Perre, a Máximo Barbosa Pinto por 3500 cruzados.
Pedro Gomes de Abreu era filho de António de Abreu e Lima, senhor da quinta de Atães, que também herdou. António de Abreu e Lima era neto de outro António de Abreu e Lima, Contador de Contos, que combateu na Índia e pertencia à antiga Casa de Regalados, cabeça de um enorme património fundiário no Minho e tronco da família dos Abreu (Gomes de Abreu - Abreu e Lima).
É António de Lima de Abreu, filho de Pedro Gomes de Abreu, Abade de Perre, quem herdará todos os bens deste último, ou seja, a Casa do Ameal e o Paço de Atães, em Vila Verde.

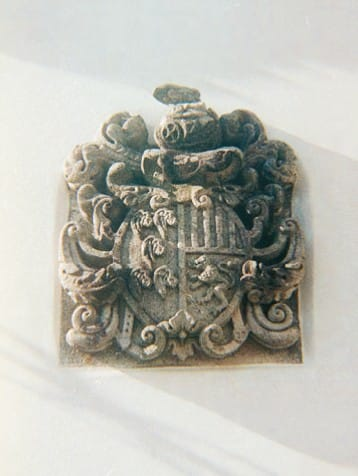
Pedra de Armas da Casa do Ameal. Famílias Abreu e Lima / Silva

Posteriormente, Leonel de Abreu e Lima, trineto de António de Lima de Abreu, faz uma doação da Casa do Ameal às suas quatro irmãs, e estas, não tendo sucessão, instituem por herdeiro João Pereira de Faria Araújo, seu primo, família na qual permanece hoje.
|  |                                                                                      |  |  |  |  |  |  |  |  |  |  |  |  |  |  |  |
|  | Pedro Gomes de Abreu, 5.º Senhor de Regalados, 12.º Senhor da Torre e Honra de Abreu |  |  |  |  |  |  |  |  |  |  |  |  |  |  |  |
|  |                                                                                      |  |  |  |  |  |  |  |  |  |  |  |  |  |  |  |
|  |                                                                                      |  |  |  |  |  |  |  |  |  |  |  |  |  |  |  |
|  | António de Abreu e Lima, Paço de Atães                                               |  |  |  |  |  |  |  |  |  |  |  |  |  |  |  |
|  |                                                                                      |  |  |  |  |  |  |  |  |  |  |  |  |  |  |  |
|  |                                                                                      |  |  |  |  |  |  |  |  |  |  |  |  |  |  |  |
|  | D. Catarina de Eça, Abadessa-Perpétua do Mosteiro de Lorvão                          |  |  |  |  |  |  |  |  |  |  |  |  |  |  |  |
|  |                                                                                      |  |  |  |  |  |  |  |  |  |  |  |  |  |  |  |
|  |                                                                                      |  |  |  |  |  |  |  |  |  |  |  |  |  |  |  |
|  | Leonel de Abreu e Lima, Paço de Atães                                                |  |  |  |  |  |  |  |  |  |  |  |  |  |  |  |
|  |                                                                                      |  |  |  |  |  |  |  |  |  |  |  |  |  |  |  |
|  |                                                                                      |  |  |  |  |  |  |  |  |  |  |  |  |  |  |  |
|  | D. Brites Velho Barreto                                                              |  |  |  |  |  |  |  |  |  |  |  |  |  |  |  |
|  |                                                                                      |  |  |  |  |  |  |  |  |  |  |  |  |  |  |  |
|  |                                                                                      |  |  |  |  |  |  |  |  |  |  |  |  |  |  |  |
|  | António de Abreu e Lima, Paço de Atães                                               |  |  |  |  |  |  |  |  |  |  |  |  |  |  |  |
|  |                                                                                      |  |  |  |  |  |  |  |  |  |  |  |  |  |  |  |
|  |                                                                                      |  |  |  |  |  |  |  |  |  |  |  |  |  |  |  |
|  | D. Maria Carneiro Jácome                                                             |  |  |  |  |  |  |  |  |  |  |  |  |  |  |  |
|  |                                                                                      |  |  |  |  |  |  |  |  |  |  |  |  |  |  |  |
|  |                                                                                      |  |  |  |  |  |  |  |  |  |  |  |  |  |  |  |
|  | Pedro Gomes de Abreu, Abade de Perre, Casa do Ameal                                  |  |  |  |  |  |  |  |  |  |  |  |  |  |  |  |
|  |                                                                                      |  |  |  |  |  |  |  |  |  |  |  |  |  |  |  |
|  |                                                                                      |  |  |  |  |  |  |  |  |  |  |  |  |  |  |  |
|  | D. Joana de Melo                                                                     |  |  |  |  |  |  |  |  |  |  |  |  |  |  |  |
|  |                                                                                      |  |  |  |  |  |  |  |  |  |  |  |  |  |  |  |
|  |                                                                                      |  |  |  |  |  |  |  |  |  |  |  |  |  |  |  |